# 测试工程师
测试工程师是專門负责测试产品的人員，而且他還要自己制定一个最佳測試流程以及寫下一個測試规范。测试工程师測試時通常还要與制造人员、設計人員、銷售人員溝通。